# Banque Adam
La Banque Adam est une ancienne banque privée provinciale française.

## Histoire

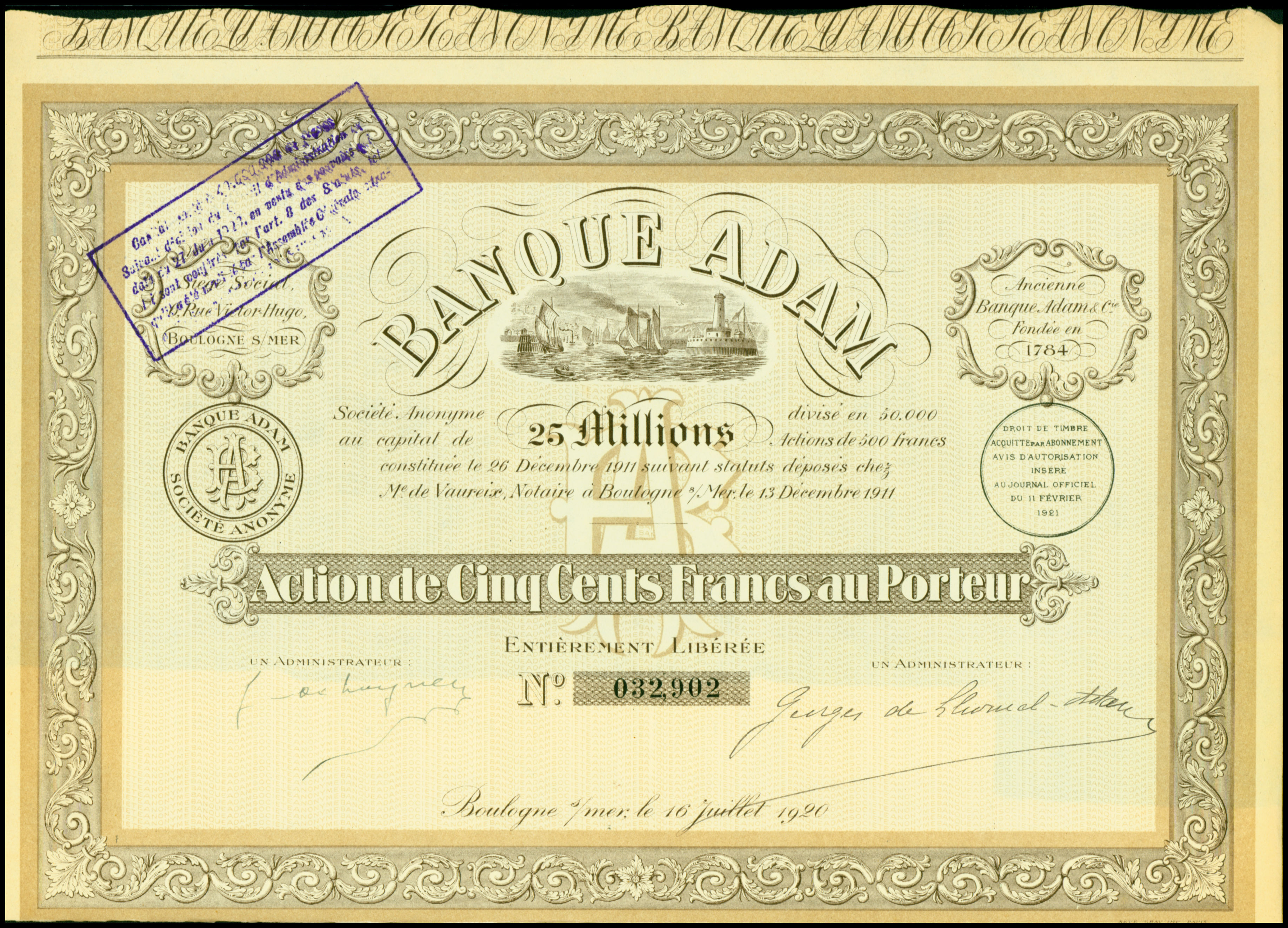
Action de la banque Adam datée du 16 juillet 1920.

La Banque Adam est fondée, par Jacques Adam-Hochart  (1729-1802), en tant que banque en 1784, à partir d'une entreprise de famille (commerce et armement) créée en 1766 à Boulogne-sur-Mer (Pas-de-Calais).
Elle est constituée en société en 1819, entre Alexandre Adam-Yvart, ses trois fils et Sir Owen Thomas, notable britannique. Elle abandonne ses affaires d’armement à partir de 1839 et continue ses opérations bancaires sous la dénomination Alexandre Adam et Cie, à laquelle est ajouté le titre d'« Old Bank », afin d'éviter toute confusion avec la nouvelle firme fondée également à Boulogne par l'un des frères Adam.
Les sociétés Alexandre Adam et Cie et Achille Adam et fils sont dissoutes en 1858 et regroupées en une nouvelle association sous la raison sociale Adam et Cie ; cette société en nom collectif est continuée jusqu’en décembre 1911.
Elle devient société anonyme en 1911 sous la raison sociale Banque Adam, au capital de 25 millions de francs et traverse la Première Guerre mondiale, considérée comme le « modèle de la banque provinciale solide ». Participant à la Reconstruction, elle élargit sa zone géographique aux autres départements du nord et de l'ouest de la France, mais elle ne résiste pas à la grande crise de 1929 et à l'affaire Oustric qui précipite la chute de la banque, qui suspend ses paiements à partir du 3 novembre 1930 (jugement de mise en liquidation en date du 4 novembre 1930).
Pour liquider les actifs, la Société Nouvelle de la Banque Adam (SNBA) est rapidement constituée en 1931 à la demande de l'État, et à l'instigation de François Albert-Buisson, le président fondateur de la Banque nationale pour le commerce et l'industrie (BNCI). En 1934, les actifs de la SNBA sont repris par la Société Régionale Immobilière. La Banque, insolvable, est absorbée en 1937 par la BNCI.

## Galerie

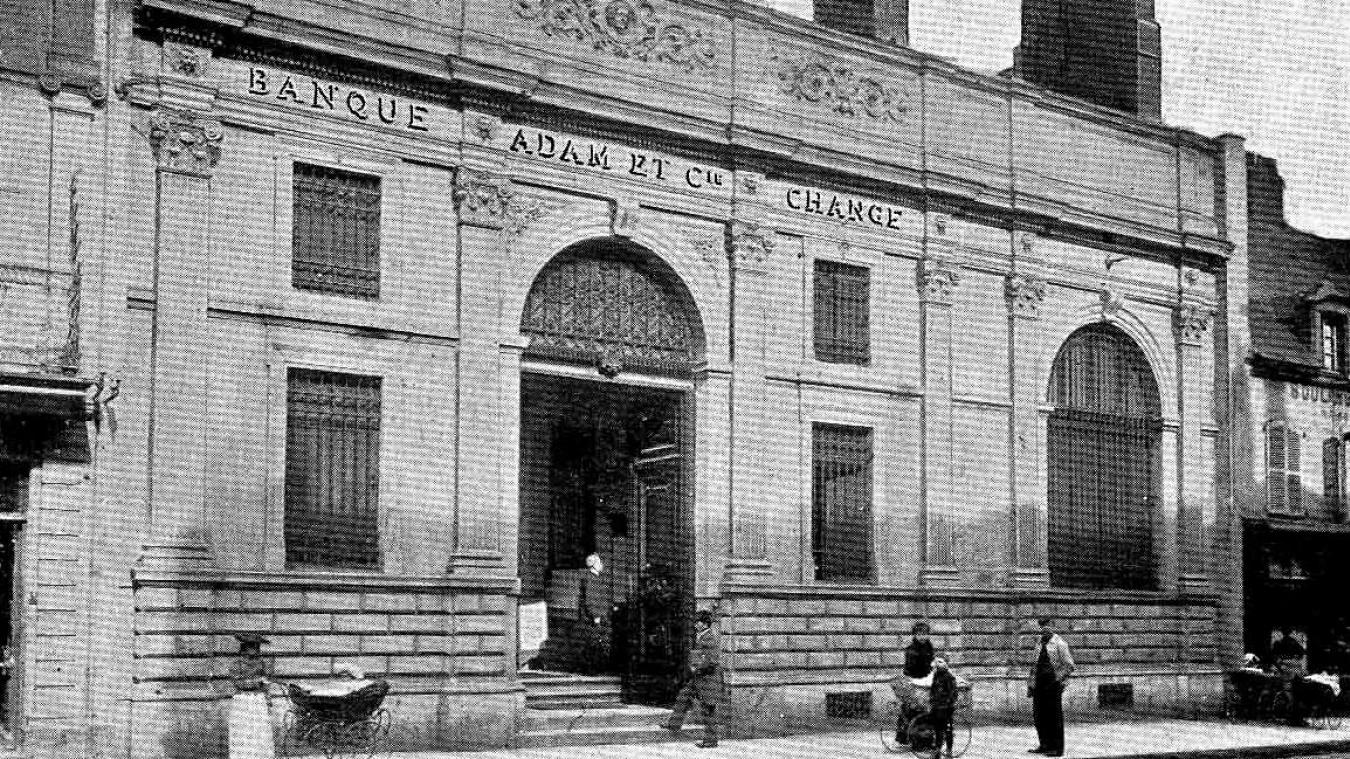
Banque Adam, 18 rue Victor-Hugo, Boulogne-sur-Mer.
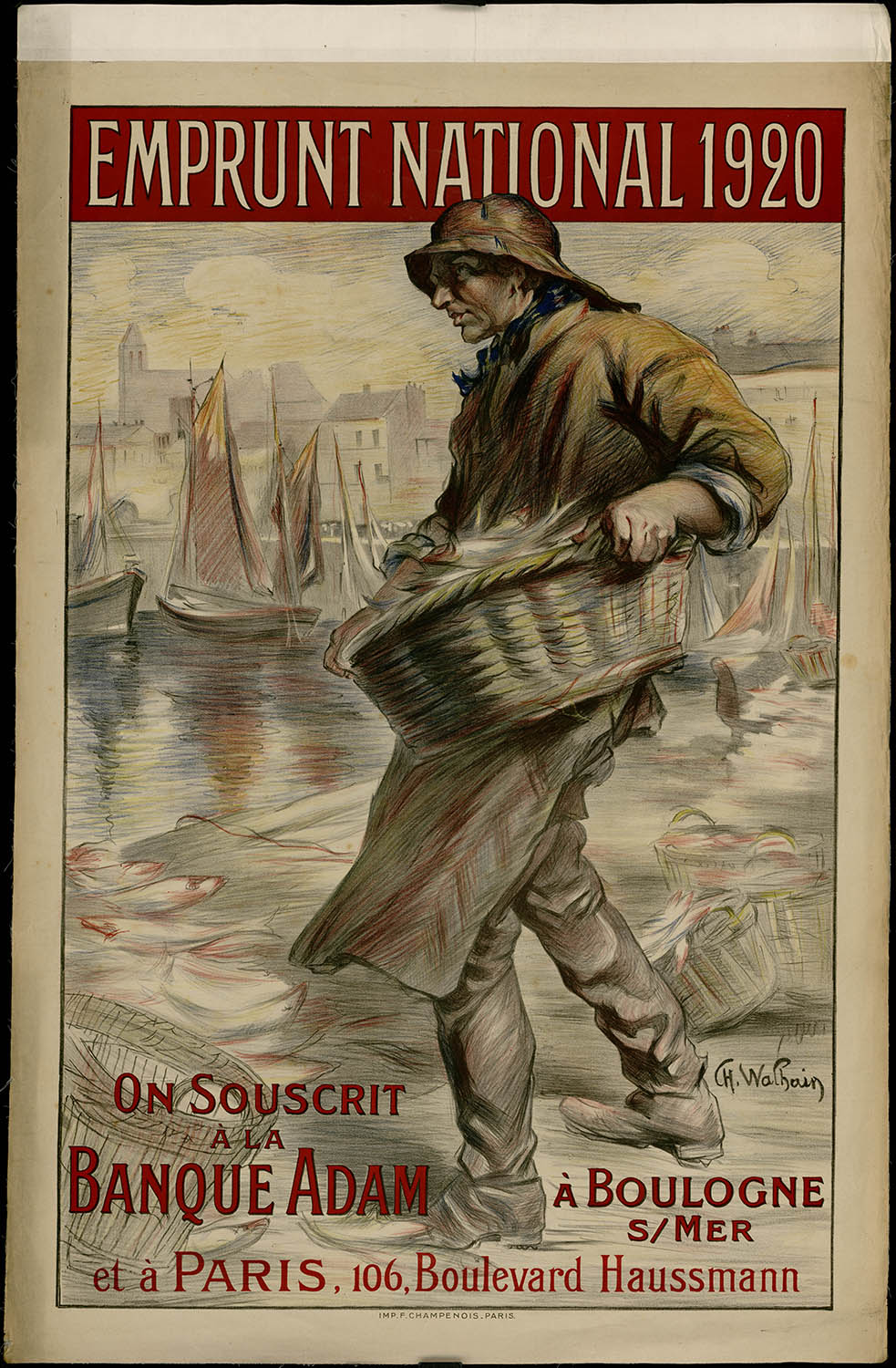
Affiche Emprunt national 1920 (Banque Adam).
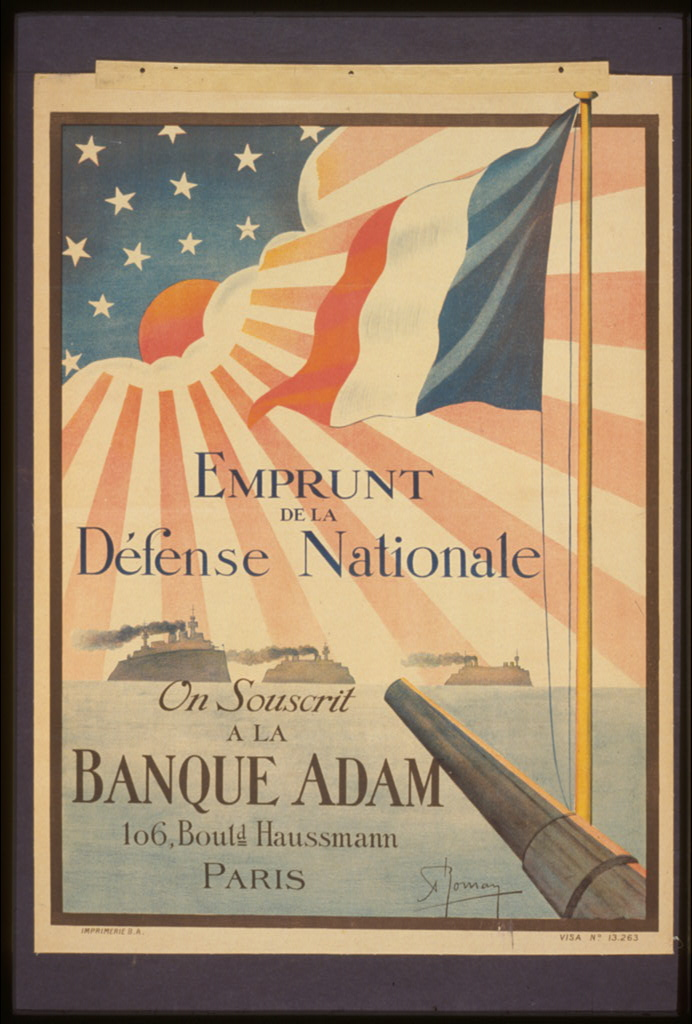
Emprunt de la Défense Nationale.

## Pour approfondir